# La noche de los tiempos (novela de 1968)
La noche de los tiempos es una novela de ciencia ficción escrita por  el francés René Barjavel (1911-1985). Fue publicada por editorial Presses de la Cité en 1968.
El título se refiere a una frase que se utiliza para determinar un tiempo remoto e impreciso, por ejemplo: «Su recuerdo se pierde en la noche de los tiempos».

## Resumen

Ecuación de Zoran

Un equipo de científicos en el frío continente de la Antártida descubre a una gran profundidad los restos de una civilización extinguida hace más de 900.000 años. Sin duda alguna esta civilización era más avanzada tecnológicamente a la nuestra de hoy día.
Los buscadores descubren bastantes cuerpos encerrados en un "abrigo" subterráneo, debajo de la capa glaciar. Barjavel teje las bases de una historia de amor y la pone como hilo para describir esta fabulosa civilización perdida.
La historia es similar a la de un Romeo y Julieta intertemporal, enriquecida por la ciencia ficción del autor.

## Descripción del mundo ideal
René Barjavel describe un mundo ideal donde los hombres viven en la felicidad y la abundancia, aprovechando una fuente de energía y de materia ilimitada que les permite beneficiarse de todas las necesidades. Del otro lado se encuentran en esta obra elementos que permiten establecer paralelos con novelas de distopía como la guerra contra otra nación similar a 1984 de George Orwell o además, más notoriamente, las joyas portadas por cada uno, que permiten la gestión de los individuos, tal como se describe en una obra de Ira Levin.

## Personajes
Hay dos grupos bien distinguidos de personajes en La noche de los tiempos; los personajes del pasado y los del presente. Los capítulos separan de otro lado los acontecimientos pasados y los del presente, además que los dos personajes principales pasan a veces del uno al otro.
Personajes del pasado: fueron idealizados por Barjavel. Les dio la perfección que esperábamos en algunos siglos y, de esta forma, dar un sentido más particular a su libro. Los separó en dos bandos: los buenos y los malos.
Gondawa, que se encontraba en el emplazamiento actual del polo sur (este lugar era habitable, según la novela el planeta tenía 40 grados de inclinación) y Enisoraï, del cual parte de su territorio desapareció de la faz de la tierra. Enisoraï estaba situada en el lugar de América. Seguida de la utilización del Arma Solar por Gondawa durante la guerra que opuso estos dos continentes, esta parte de la Tierra se hundió y quedó cubierta por los océanos.
De los personajes del pasado de Gondawa hay tres personajes claves importantes: Elea, Païkan y Cobán. Enisoraï no tiene un personaje propio, el continente entero representa la salvaje necesidad de conquistar, la expansión ilimitada.
Elea: Representa el amor y la inocencia. Elea había sido seleccionada como una de las mujeres más perfectas de Gondawa y fue escogida para entrar al Abrigo, especie de cápsula de supervivencia que debía permitir a dos personas sobrevivir al Arma Solar. Antes de esto, Elea estaba unida a Païkan, su "alma gemela" y se amaban con un amor puro e incontrolable. Pero la persona que debía de acompañarla en el Abrigo no era Païkan sino Coban, ya que él era el único que sabía todas las cosas que se debían `preservar a todo precio. Fue introducida en el Abrigo y 900.000 años después fue despertada en un mundo nuevo y sin su Païkan.
Païkan: Es el personaje "ausente" del presente y por lo tanto tiene una gran presencia gracias al amor que Elea le da aún. Trata de todas las formas de entrar al Abrigo.
Coban: Representa el poder de la sabiduría. Es el director de la universidad, el más reconocido de todos los gondas. Queriendo proteger, no solo a su pueblo, sino a la vida en general, construye una cápsula de supervivencia (el Abrigo) e introduce todo el poder de Gondawa.
Los personajes del presente: Barjavel tuvo mucho cuidado en la selección de los países para los personajes del presente. Quiso hablar de la humanidad y no de nación o raza. Bien que, en la historia el héroe es francés, pero es su corazón que es igual al de todos los de la Tierra. El autor eligió Simón como la humanidad entera en vez de una sola persona.
Simón: Representa la soledad y la desesperación. Es uno de los primeros al entrar en el Huevo y de haber fijado los ojos en Elea. Era médico y había sido enviado a una búsqueda científica francesa. Se enamora de Elea en el momento que la mira a los ojos. Pero Elea sabe que no dejaría nunca a su Païkan. Simón le da un amor sin límites y la protege de los que no la entienden. Y Elea lo considera la única persona en la que puede confiar. La relación de los dos personajes tendrá dimensiones inatendidas, pero siempre limitadas por el amor que Elea tiene por Païkan
Las naciones del mundo / la humanidad: los otros personajes forman un todo, separados los unos a otros y tienen casi la misma personalidad a excepción de Simón. Su presencia es indispensable en la historia, pero ni sus nombres ni su personalidad tienen mucha importancia porque es su nacionalidad lo que importa más. Cada uno viene de un país distinto y eso los forma en un Todo. Y aunque uno de los países roba la ecuación de Zorán, Barjavel no asignó cual fue el país, de manera que finalmente todos los países eran responsables. Asimismo incluyó el error humano como tema en su historia. Algunos personajes tiene un lugar importante en la historia:
- Hoover, de Estados Unidos
- Leonova: Rusia
- Moïssov: Siberia
- Lebeau, Brivaux y Rochefoux: Francia
- Hoï-To: Japón
- Lukos: Turquía

La Traductora: es sólo una máquina, pero tiene una gran importancia. Cada personaje tiene en su oreja un microrreceptor sintonizado con esta máquina, que traduce lo que uno dice en 17 idiomas distintos, incluido el idioma de Elea. Así mismo podemos decir que la traductora hace referencia al mito de la torre de Babel.

## Estructura
El libro fue escrito en tres partes: los discursos de Simón, la narración del descubrimiento del Abrigo y el pasado de Elea y Païkan. Estas tres partes contienen los mismos temas: la soledad, el amor, y la locura humana.
- Datos: Q1018063